# Cuina (aparell)

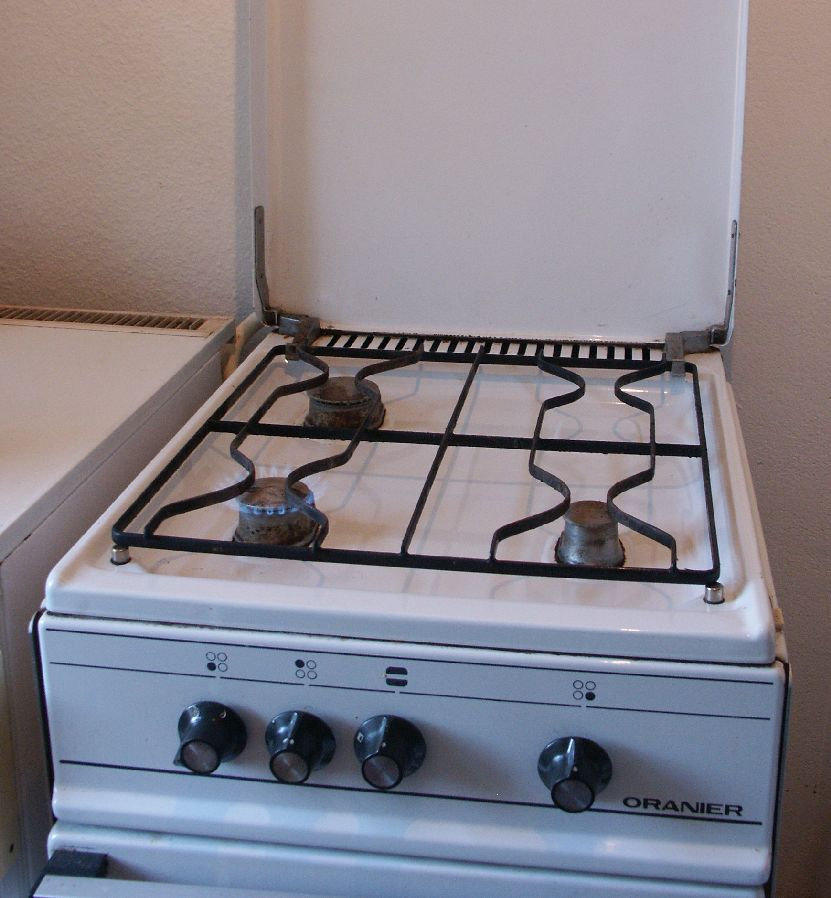
Cuina domèstica de gas

Una cuina és un aparell per a escalfar aliments que pot funcionar amb diversos combustibles o per electricitat. Segons la manera de cuinar els aliments, una cuina és capaç de bullir, coure, fregir, rostir o fondre. Els aliments es cuinen en general mitjançant estris de cuina (com olles, paelles, cassoles o graelles).

## Història
La cocció dels aliments és una tècnica antiga, que pot relacionar-se amb el domini del foc pels primers humans. Amb el foc que servia per escalfar i allunyar les feres es va anar elaborant la manera de millorar la textura (estovant), el gust i l'aspecte dels aliments utilitzats pels humans, a més de millorar-ne la digestibilitat.
La llar domèstica no només servia per escalfar, sinó que també s'utilitzava per cuinar els aliments. El més comú era tenir una olla penjada d'uns clemàstecs sobre les brases, i en altres ocasions es feien servir graelles, olles o paelles sobre potes (el trespeus, que de vegades formava part de la mateixa paella), etc.
Amb el temps van aparèixer artefactes específics, on el foc quedava confinat, de manera que s'aprofités millor tot el seu poder per cuinar. Cap al 1735 es desenvolupà a França un sistema consistent en una construcció quadrada de maons, damunt de la qual es disposava una superfície plana de ferro on s'havien practicat uns forats. En català (i en altres idiomes) es va adoptar per a aquests enginys el nom de fogó.
L'evolució dels combustibles, des dels primitius, llenya i després diferents tipus de carbons, fins al gas ciutat, butà o gas natural, i l'aprofitament de l'electricitat, feren variar la forma de les cuines, fins a la configuració actual.

### Cuina econòmica o estufa domèstica

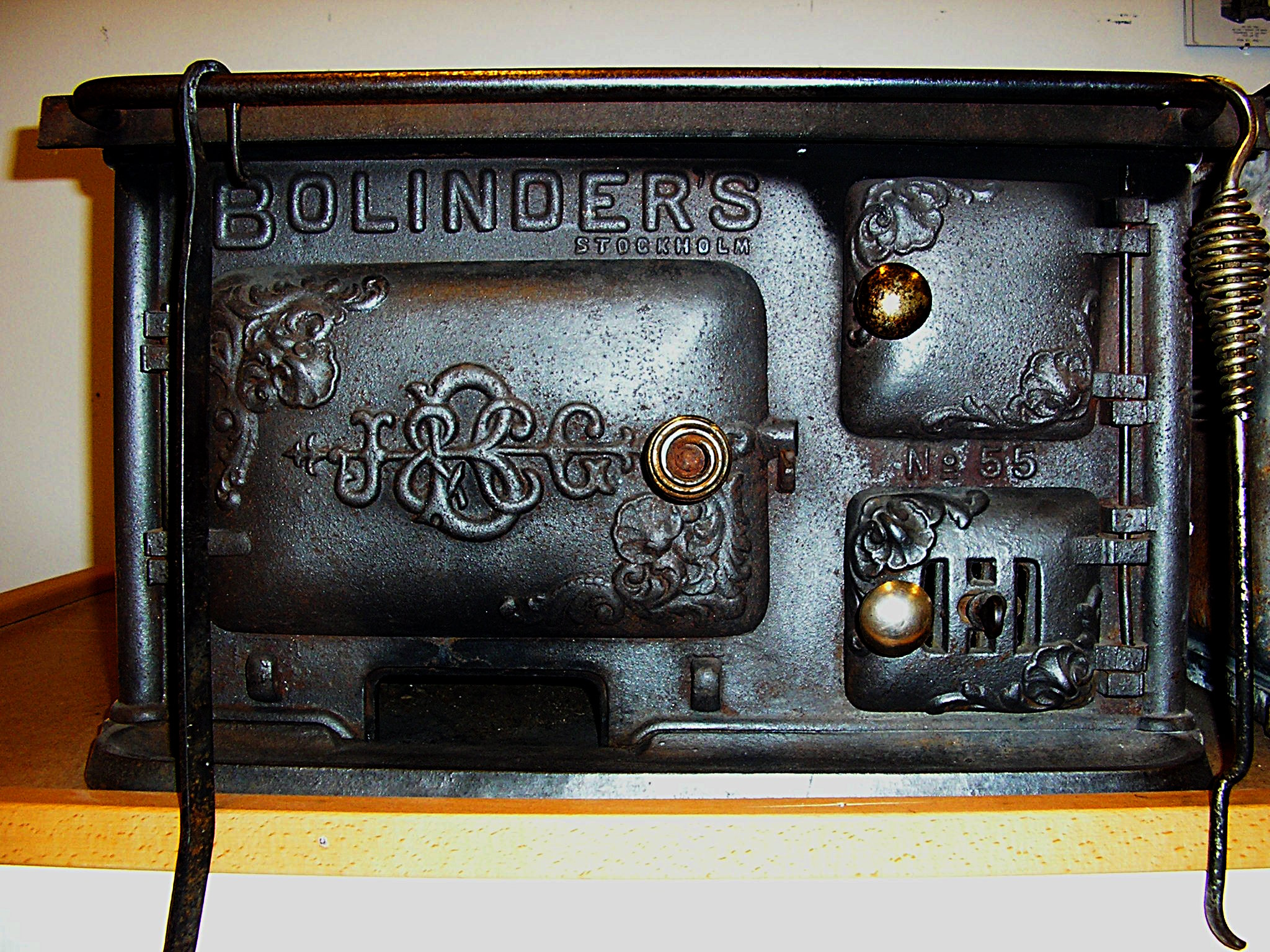
Cuina econòmica Bolinder's.

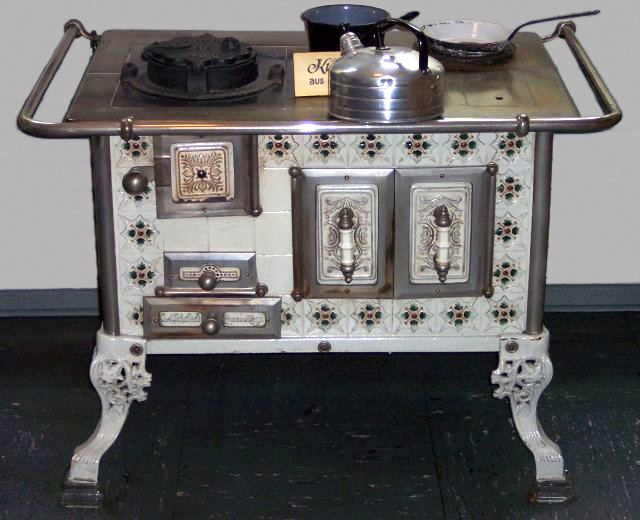
Cuina econòmica de carbó.

En inventar-se l'estufa se'n va aprofitar sovint l'extrem superior, molt calent, per cuinar. Quan l'estufa es va fabricar de fosa, a partir de la mateixa idea es va fabricar la que es coneix com a cuina econòmica, més gran que l'estufa i amb més accessoris i usos. El qualificatiu d'econòmica li ve del fet que, com la salamandra, aprofitava el combustible molt millor que la cuina tradicional de la llar de foc.
L'estufa té dos compartiments per a la combustió, un de superior per al combustible (braser) i un altre d'inferior on cau la cendra (cendrer). A la part superior té un pla de treball amb la boca d'alimentació de combustible rodona, amb una sèrie d'anells de fosa concèntrics, que serveixen de tapadora. Traient un o més dels anells, segons la grandària de l'atuell de cuina, també es pot obtenir foc viu per a certes preparacions que ho requereixen (especialment els fregits amb oli). La boca d'accés al cendrer i per a l'entrada de l'aire de combustió és a la part frontal i al costat la boca del forn.
El conjunt es completa amb una fumera que evacua el fum cap a l'exterior. A més de la regulació de l'entrada d'aire a la boca del cendrer, de vegades hi ha una altra regulació a la sortida del fum mitjançant una planxa metàl·lica, perpendicular a l'eix del conducte, que llisca per unes guies i tanca la secció de la fumera, en part o gairebé tota, a voluntat.
A partir de 1820 s'anà imposant l'anomenada cuina econòmica, completament de ferro i amb refinaments com ara cremadors i forn, tot i que seguia funcionant amb llenya o carbó. L'inventor britànic James Sharp va patentar l'estufa de gas l'any 1826 i amb el temps gas es va convertir en la font preferida de calor, doncs permetien que les cuines fossin més petites i lleugeres, i en la dècada de 1920, els forns de gas ja s'utilitzaven a la majoria de les cuines domèstiques.
En alguns tipus de cuina, dins de l'espai per al combustible (braser) hi ha un escalfador d'aigua que s'emmagatzema en un dipòsit exterior i que permet disposar d'aigua calenta per a usos sanitaris; aquesta aigua circula per tir tèrmic. En altres casos l'intercanviador es fa servir per alimentar una xarxa de radiadors i escalfar l'habitatge, però aquest últim sistema no és gaire satisfactori perquè en dies freds redueix notablement el rendiment de la cuina.
El nom d' estufa domèstica  que s'utilitza en alguns països americans per designar la cuina prové precisament d'aquest tipus d'estufa/cuina. Actualment se segueixen fabricant, a preus força elevats, ja que hi ha gent que li agrada cuinar per aquests mètodes antics.

### La cuina elèctrica
La base de la cuina elèctrica està lligada a l'invent de les estufes elèctriques. El 1893, una dècada després que Thomas Alva Edison donés a conèixer la làmpada incandescent, els inventors britànics R. E. Crompton i J. H. Dowsing van patentar la primera estufa elèctrica per a ús domèstic que evitava el contacte elèctric. El nou aparell consistia en un fil d'alta resistència enrotllat diverses vegades al voltant d'una placa rectangular de ferro. En conduir l'electricitat el fil adquiria una brillantor de color blanc ataronjat; el fil estava situat al centre d'una pantalla parabòlica que concentrava i difonia la calor en un feix.
Per aquella època ja s'investigava al voltant de la cuina eléctrica, presentada per primer cop a la Fira Universal de Chicago de 1893, amb un model patentat per l'americà William Hadaway. L'evolució de la cuina elèctrica fou lenta i condicionada a l'electrificació de les ciutats.
No van trigar a aparèixer models perfeccionats d'estufes elèctriques. Dos dels més notables van ser el model del 1906, obra de l'inventor Albert Marsh, d'Illinois (EUA), en què l'element radiant, de níquel i crom, podia arribar a una incandescència de color vermell blanc sense fondre's, i l'estufa britànica del 1912, que va substituir la feixuga placa de ferro, amb la resistència del calefactor enrotllada, per un element lleuger d'argila refractària, de manera que es va aconseguir la primera estufa elèctrica portàtil realment eficaç.

### Altres tipus de cuina
- L'anafre  era un fogonet petit, transportable, que funcionava amb combustibles sòlids, llenya o carbó vegetal.

## Cuines actuals
Hi ha cuines que formen un moble complet amb els fogons i un forn, que se situa directament a terra. Altres només consten d'una placa que es col·loca sobre el pla dels mobles de la cuina. El forn pot estar a sota de la cuina, amb una renglera de comandaments comuns, o separat, encastat en un moble alt, perquè quedi a una alçada més còmoda per vigilar la cocció dels aliments.
A Europa les cuines solen tenir unes mesures normalitzades de 60 × 60 cm en planta i 85 cm d'altura, encara que també n'hi ha de menys amplada (30 cm, generalment només en taulells) i també de més grans (des de 90 fins a 120 cm) per a cuines especials.
Quan es tracta de cuines de fogons, tenen aproximadament les mateixes mesures en planta.
Els fogons poden ser de gas, elèctrics o combinats (per exemple, dos de gas i dos elèctrics). El forn pot funcionar amb la mateixa energia que la cuina, però també és més freqüent l'elèctric, que permet regular molt millor la temperatura.

### Cuines de gas
Un tipus de cuina modern és el que funciona amb gas, de qualsevol dels tipus. El 1826, l'anglès James Sharp patentà la primera cuina de gas, però no era res més que un experiment, ja que la producció de la mescla de gasos combustibles era a les beceroles. Calgué el desenvolupament de les xarxes de gas perquè la cuina s'instal·lés a les cases. Es presentà a la Fira Universal de Londres de 1851 però, no fou fins a la dècada de 1880 quan la cuina de gas esdevingué realment útil.
Els fogons tenen un injector (que és precisament el que serveix per adaptar la cuina als diferents tipus de gas) que deixa sortir el gas fins a una cavitat on es barreja amb l'aire necessari per a la combustió. La barreja aire-gas surt pels orificis del cremador, on es fa foc. La potència del fogó es regula modificant el cabal mitjançant un comandament que mou la clau de pas del gas.
Els fogons solen ser rodons i de mides variades; els més grans són els més potents. Les cuines poden tenir un nombre variable de fogons, alguns d'ells especials per a usos determinats, de forma allargada.
Normalment els fogons s'encenen amb una font externa com un llumí o un encenedor. També es poden encendre amb una espurna elèctrica generada per un mecanisme que va incorporat a la mateixa cuina, encara que pot ser difícil encendre la cuina d'aquesta manera quan es fa servir gas natural, que té una temperatura d'ignició més gran que els altres gasos i les espurnes no sempre l'assoleixen.
Aquestes cuines poden tenir un forn també de gas, amb cremadors lineals a la part inferior (forn) i superior (per a gratinats). Altres vegades porten el forn elèctric.
L'alimentació de gas segueix les normes de seguretat de cada país. Les cuines en un sol moble tenen un tub de material plàstic per a l'alimentació, que porta impresa la data de caducitat i que cal canviar quan s'arriba a aquesta data. El tub ha d'entrar a la cuina pel mateix costat on està situada la clau de pas, perquè no passi per la part del darrere (calenta) del forn. A les cuines que les normes anomenen  fixes , les de fogons, l'alimentació es fa per tub rígid, generalment de coure.
El forn i la graella tenen botons addicionals amb marques de graduació relacionades amb la temperatura desitjada. El forn pot incloure llum, així com una finestra per poder vigilar-ne l'interior sense obrir-la.

### Cuines elèctriques
Després de l'invent de les estufes elèctriques, que usaven l'electricitat per efecte Joule per escalfar, es va aplicar aquesta tècnica als fogons, mitjançant resistències enrotllades helicoidalment en una base de material ceràmic i, més endavant, amb resistències blindades o ficades en una placa metàl·lica.
En els últims models la resistència està inserida en un vidre especial. En aquest cas es parla de "cuina vitroceràmica". N'hi ha de diversos tipus, vitroceràmica normal, halògena o d'inducció. Aquesta última no escalfa la superfície del vidre, només encomana la calor als objectes metàl·lics d'una certa massa col·locats al damunt.
El gran avantatge d'aquestes cuines modernes és que la superfície de vidre és molt fàcil de netejar, i la cuina és una activitat que sol generar força brutícia, per esquitxades o vessaments.